# خوان دي ديوس نافارو
خوان دي ديوس نافارو (بالإسبانية: Juan de Dios Navarro)‏ مواليد 18 يوليو 1984 في ولاية تلاكسكالا، هو ملاكم مكسيكي يصنف ضمن فئة وزن الذبابة. شارك في دورة الألعاب الأولمبية الصيفية سنة 2004. حقق الميدالية البرونزية في دورة الألعاب الأمريكية 2003.

## إحصائيات
خاض خلال مسيرته 4 نزالات، فاز في 4. فاز بالضربة القاضية في نزالين.

## الميداليات
| الميدالية | المسابقة                    |
| --------- | --------------------------- |
| برونزية   | دورة الألعاب الأمريكية 2003 |

## روابط خارجية
- خوان دي ديوس نافارو على موقع بوكس ريك (الإنجليزية) (registration required)
- خوان دي ديوس نافارو على موقع أوليمبيديا (الإنجليزية)